# جک فرنچ (بازیکن فوتبال)
جک فرانسوی (انگلیسی: Jack French؛ 1903 – ۱۹۵۲ (۴۸−۴۹ سال)) بازیکن فوتبال اهل بریتانیا بود.
از باشگاه‌هایی که در آن بازی کرده‌است می‌توان به باشگاه فوتبال میدلزبرو، باشگاه فوتبال ساوتند یونایتد، باشگاه فوتبال تانبریج ولز، و باشگاه فوتبال برنتفورد اشاره کرد.